# Frome St. Quintin
Frome St. Quintin est une paroisse civile et un village du Dorset, en Angleterre.